# Pathau
Pathau is een bestuurslaag in het regentschap Kupang van de provincie Oost-Nusa Tenggara, Indonesië. Pathau telt 1452 inwoners (volkstelling 2010).